# Křeček bělonohý
Křeček bělonohý, známý také jako křečík bělonohý (Peromyscus leucopus, také Mus arboreus, Mus leucopus a Peromyscus arboreus), je křečkovitý hlodavec patřící do rodu Peromyscus. Je znám jeden vyhynulý poddruh Peromyscus leucopus ammodytes. Předek druhu se vyvinul asi před 40 miliony lety. Křeček bělonohý obývá nearktickou oblast, žije na východě Spojených států amerických, areál výskytu zasahuje až do jižní Kanady a do jižního Mexika včetně Yucatánu; během posledních desetiletí (k roku 2016) se rozšířil do mnoha oblastí. Vyskytuje se na mnoha stanovištích, hojný je v suchých nížinatých lesích.
Druh měří asi 15 až 20,5 cm a váží asi 23 g. Ocas je kratší než hlava a tělo a je také světlejší. Zbarvení je bledé s načervenáním, spodek těla je bílý, obě pohlaví se přičemž vzájemně podobají. Oči jsou černé, korálkové. Může nastat záměna s ostatními druhy z rodu Peromyscus. Jedná se o noční samotářská zvířata. Území jednoho křečka má rozlohu 0,5 až 1,5 akru, teritorium samců se překrývá s teritorii samic. Jsou to všežravci, konzumují například listy, houby, semena, ořechy či ovoce. Rozmnožování je v závislosti na zeměpisné šířce sezónní až celoroční, samice mohou mít dva až čtyři vrhy za rok. Po březosti trvající 22 až 28 dní samice porodí 2–9 mláďat. Za deset dní se jim otevřou uši, o dva dny později oči a asi za tři týdny jsou odstavena od mateřského mléka.
Nejsou známy žádné významné hrozby pro tento druh; Mezinárodní svaz ochrany přírody jej považuje za málo dotčený. Mezi přirozené nepřátele se řadí například hadi, lasice či sovy, dravci a lišky. Křeček bělonohý je přirozeným rezervoárem lymské boreliózy, šíří také hantaviry.